# Icacina guessfeldtii
Icacina guessfeldtii är en tvåhjärtbladig växtart som beskrevs av Aschers.. Icacina guessfeldtii ingår i släktet Icacina och familjen Icacinaceae. Inga underarter finns listade i Catalogue of Life.